# 日本埋立浚渫協会
一般社団法人日本埋立浚渫協会（にっぽんうめたてしゅんせつきょうかい、英語：Japan Dredging and Reclamation Engineering Association）は、日本の社団法人。

## 概要
大手マリコン各社の経営者や運輸省出身者が理事に就任しており、27の建設業者が加盟している。活動の目的として、港湾においての土地造成や建設の合理化を図り整備・発展に寄与することを掲げている。そのために、港湾での土地造成や建設に関する調査、研究、資料の収集などの事業を展開している。主にマリコンの業界団体として活動しており、マリコン各社の親睦を深めるとともに業界での情報交換などを行っている。
また、コンサルタント事業も展開しており、国土交通省の防災コンサルタント事業の受注実績も持つ。同省との随意契約としては、2006年度より3年間で1億7000万円近くに達する大型案件も受注している。
2008年4月1日から2009年3月30日にかけての事業活動収入計は3億4800万円弱、投資活動収入計は1600万強となっている。

## 沿革
日本埋立浚渫協会の前身である社団法人日本埋立協会は、日本の海洋土木を専門とする建設業者が中心となって1961年に発足した。その後、1972年に「日本埋立協会」から「日本埋立浚渫協会」に名称を変更した。設立当初は運輸省が所管しており、設立許可も運輸大臣から得ていたが、2001年の中央省庁再編にともない、現在では国土交通省が所管している。

## 政治活動
公益法人に対しては、政治団体と一体化しての政治活動は行わないよう通達が発せられており、両者を明確に分けるよう求められている。しかし、日本埋立浚渫協会では、マリコン各社がつくる政治団体と一体化した運営が行われていると指摘されている。
マリコン各社は1971年に政治団体「さんそう会」を結成したが、その事務所は1995年まで日本埋立浚渫協会の事務所内に設置されていた。その後、公益法人と政治団体とを明確に分ける目的で、さんそう会の事務所は同会の会計責任者の自宅に移転したとされていた。しかし、さんそう会の代表経験者らが、事務所移転後も日本埋立浚渫協会経理課の課長がさんそう会の実務を担っていたと明かすなど、両団体が一体化していると指摘している。2010年になってこの問題が報道されると、日本埋立浚渫協会側は調査役が「過去はどうあれ今は関係ない」とのコメントを出し、両団体の分離に配慮していると説明している。
また、さんそう会の会計を代行していた日本埋立浚渫協会の経理課の課長は、運輸省を退官後に日本埋立浚渫協会に再就職して課長に就任し、2002年末に協会を退職するとそのままさんそう会の会計責任者に就任している。会計責任者自身は「たまたまそうなっただけ」と説明しており、あくまで転職先が偶然さんそう会になっただけだとして、日本埋立浚渫協会とさんそう会との関連を明確に否定している。
なお、さんそう会は2006年から2008年までの2年間で4000万円ほどを集め、それを新しい波や自由民主党所属の運輸省出身議員に献金していた。

## 主な会員
- 青木マリーン株式会社
- あおみ建設株式会社
- 株式会社大本組
- 株木建設株式会社
- 五洋建設株式会社
- 東亜建設工業株式会社
- 東洋建設株式会社
- 徳倉建設株式会社
- 株式会社不動テトラ
- 株式会社本間組
- みらい建設工業株式会社
- 寄神建設株式会社
- りんかい日産建設株式会社
- 若築建設株式会社